# 채널A 금토 드라마
채널A 금토 드라마는 채널A에서 매주 금요일부터 토요일에 방송 중인 미니 시리즈 드라마 프로그램이다. 

## 개요
미니 시리즈 드라마 형식으로 방송 중이다.

## 방송 시간
| 방송 채널 | 방송 기간                         | 방송 시간                                            | 방송 분량  |
| --------- | --------------------------------- | ---------------------------------------------------- | ---------- |
| 채널A     | 2019년 7월 5일 ~ 2019년 8월 24일  | 매주 금요일 ~ 토요일 오후 11시 ~ 오전 12시 20분      | 1시간 20분 |
| 채널A     | 2020년 1월 3일 ~ 2020년 10월 24일 | 매주 금요일 ~ 토요일 오후 10시 50분 ~ 오전 12시 10분 | 1시간 20분 |

## 프로그램 리스트
- 아래 프로그램은 2002년 11월 이후 시청 가능 연령을 표시하는 드라마 프로그램 등급 제도를 의무적으로 시행하여 현재까지 이어지고 있습니다.
- 2017년 3월 1일부터 TV 프로그램 등급 표시 외에 주제, 폭력성, 선정성, 언어, 모방 위험 등 분류 사유 표시를 의무적으로 시행하고 있습니다.

### 2010년대

#### 2019년
- 《평일 오후 세시의 연인》 : 2019년 7월 5일 ~ 2019년 8월 24일

### 2020년대

#### 2020년
- 《터치》 : 2020년 1월 3일 ~ 2020년 2월 22일
- 《유별나! 문셰프》 : 2020년 3월 27일 ~ 2020년 5월 16일
- 《거짓말의 거짓말》 : 2020년 9월 4일 ~ 2020년 10월 24일

## 경쟁 프로그램
- KBS 2TV 금토 드라마
- MBC 금토 드라마
- SBS 금토 드라마
- TV조선 금토 드라마
- JTBC 금토 드라마
- MBN 금토 드라마
- tvN 금토 드라마
- ENA 금토 드라마